# هواگرد نظامی

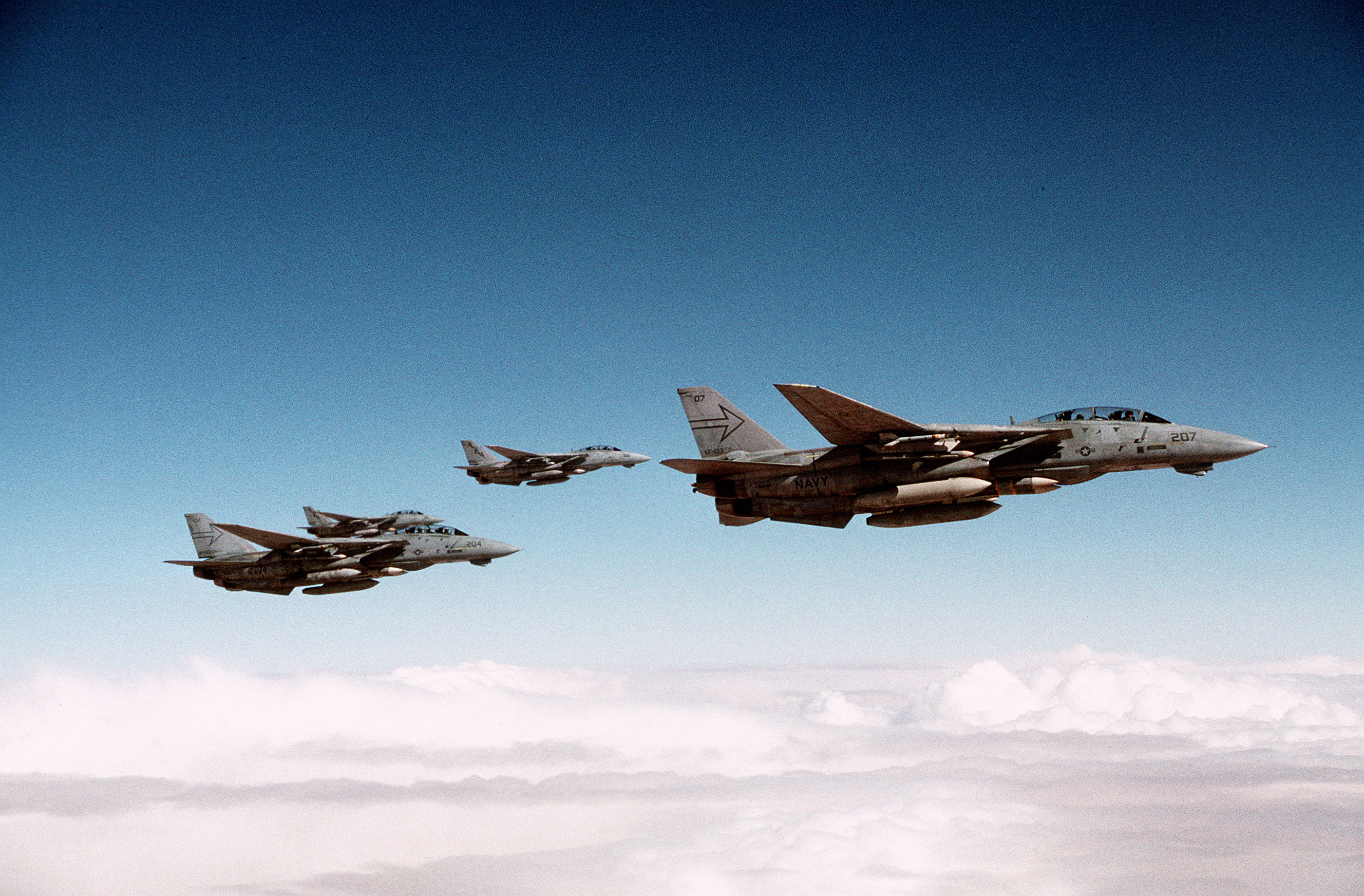
گرومن اف-۱۴ تام‌کت در عملیات طوفان صحرا

هواگرد نظامی (به انگلیسی: Military aircraft) به هر هواگرد بال‌ثابت یا بال‌چرخی گفته می‌شود که در اختیار هر نوع از نیروی نظامی قانونی یا شورشی باشد. هواگرد نظامی می‌توانند رزمی یا غیررزمی باشد:
- هواگردهای رزمی برای از بین بردن تجهیزات یا جنگجویان دشمن با استفاده از مهمات خود طراحی شده‌اند.[۱] هواپیماهای رزمی معمولاً فقط توسط نیروهای نظامی ساخته و خریداری می‌شوند.
- هواگردهای غیررزمی به‌طور خاص برای نبرد طراحی نشده‌اند، اما ممکن است جنگ‌افزارهایی برای دفاع از خود حمل کنند. اینها عمدتاً در نقش‌های پشتیبانی عمل می‌کنند و ممکن است توسط سازمان‌های نظامی یا غیرنظامی تولید شوند.

## تاریخچه

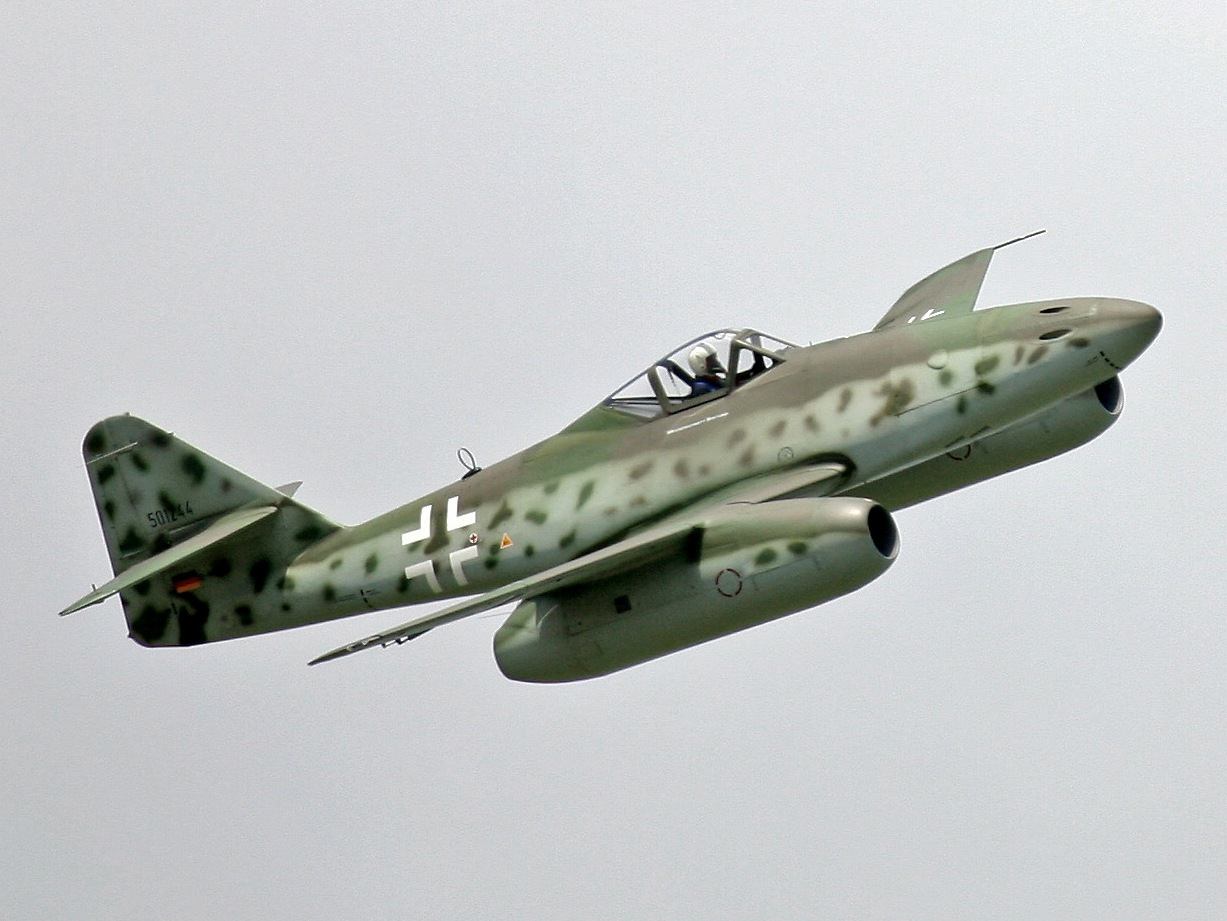
یک نسخه از مسرشمیت ام‌ئی ۲۶۲ آلمانی، که از اولین هواگردهای رزمی بود که با قدرت توربوجت پرواز کرد.

### سبک‌تر-از-هوا
در سال ۱۷۸۳، زمانی که اولین هواگرد عملیاتی (بالون‌های هوای گرم و هیدروژنی) ساخته شد، به‌سرعت برای کاربری نظامی سازگار شد. اولین واحد نظامی دارای بالون، «سپاه هوانوردی فرانسه» بود که در سال ۱۷۹۴ با یک بالون شناسایی در طول «نبرد فلوروس» پرواز کرد و این نبرد، اولین نبرد بزرگی شد که شامل رصد هوایی بود. استفاده از بالون‌ها در طول قرن نوزدهم، از جمله در جنگ‌های ناپلئونی و جنگ فرانسه و پروس، برای شناسایی و بهره بردن از پروپاگاندا ادامه یافت. در طول جنگ جهانی اول، کشتی‌های هوایی آلمانی سپلین، در حملات هوایی متعدد به شهرهای بریتانیا و عملیات رصد و شناسایی استفاده شدند. در دهه ۱۹۲۰، نیروی دریایی آمریکا به چند کشتی هوایی بادکنکی مجهز شد، که اولین موردی که وارد خدمت شد، «کی-۱» در سال ۱۹۳۱ بود. استفاده از این بالون‌ها در ارتش آمریکا و دیگر کشورها تا جنگ جهانی دوم ادامه یافت. نیروی دریایی آمریکا آخرین بالون‌های خود را در سال ۱۹۶۳ بازنشسته کرد. از آن زمان تنها تعداد انگشت‌شماری هواگرد نظامی سبک‌تر-از-هوا استفاده شد، مانند هواگرد آمریکایی Blimp MZ-3 که برای تحقیق و توسعه توسط نیروی دریایی آمریکا از سال ۲۰۰۶ تا ۲۰۱۷ استفاده شد.

### سنگین‌تر-از-هوا
بلافاصله پس از اولین پرواز پرنده رایت، چندین نیروی نظامی به هواپیماهای موتوردار علاقه‌مند شدند. در سال ۱۹۰۹، ارتش آمریکا، «هواپیمای نظامی رایت»، یک هواپیمای دیدبانی دوسرنشینه، را برای «بخش هوانوردی سپاه سیگنال آمریکا» خرید. این هواپیما تا سال ۱۹۱۱ خدمت کرد و همزمان در سراسر جهان هواپیماهای موتوردار به یک ویژگی مهم در برخی ارتشها تبدیل شده بودند. هواپیماها مأموریت‌های شناسایی هوایی و بمباران تاکتیکی را در جنگ عثمانی و ایتالیا انجام دادند و در جنگ نخست بالکان اولین عملیات دریایی-هوایی انجام شد. در جنگ دوم بالکان، پخش بروشورهای تبلیغاتی و شناسایی با عکس‌برداری انجام شد.
نبرد هوایی در جنگ جهانی اول برجسته بود؛ زیرا هواپیماهای جنگنده در طول جنگ توسعه یافتند، بمباران راهبردی دوربرد ممکن شد و هواپیماها بر ناوهای هواپیمابر مستقر شدند. هواپیماها همچنین نقش‌های پشتیبانی متنوع‌تری، به ویژه تخلیه پزشکی، برعهده گرفتند و سلاح‌های جدیدی مانند «راکت‌های هوابه‌هوا» را برای استفاده در برابر بالون‌های شناسایی به کار گرفتند. فناوری هوانوردی در میانه دو جنگ جهانی به‌سرعت پیشرفت کرد و هواپیماهای نظامی به‌طور فزاینده‌ای توانمند شدند. هواچرخ‌ها و بالگردها نیز در این زمان توسعه یافتند. در طول جنگ جهانی دوم، هوانوردی نظامی به قله جدیدی رسید؛ نبردهای هوایی به‌طور ویژه‌ای بر نتیجه جنگ تأثیر گذاشت، هواپیماهای جت اولیه مأموریت‌های رزمی را انجام دادند، موشک‌های کروز و موشک‌های بالستیک برای اولین بار عملیاتی شدند، نیروهای هوابرد و محموله‌ها با چتر نجات وارد نبرد شدند و سلاح‌های هسته‌ای که به جنگ پایان دادند، از آسمان رها شدند.
در دوران جنگ سرد، فناوری هوانوردی بسیار سریع به پیشرفت ادامه داد. هواگردهای جت از سرعت ۱ و ۲ ماخ فراتر رفتند، تمرکز تسلیحات عمدتاً به موشک‌ها معطوف شد، هواپیماها شروع به حمل تجهیزات اویونیکی پیچیده‌تر کردند، سوخت‌گیری هوایی عملی شد و هواپیماهای ترابری بزرگتر شدند. هواگردهای پنهان‌کار در دهه ۱۹۷۰ وارد توسعه یافتند و در دهه ۱۹۸۰ وارد نبرد شدند.

## هواگرد رزمی

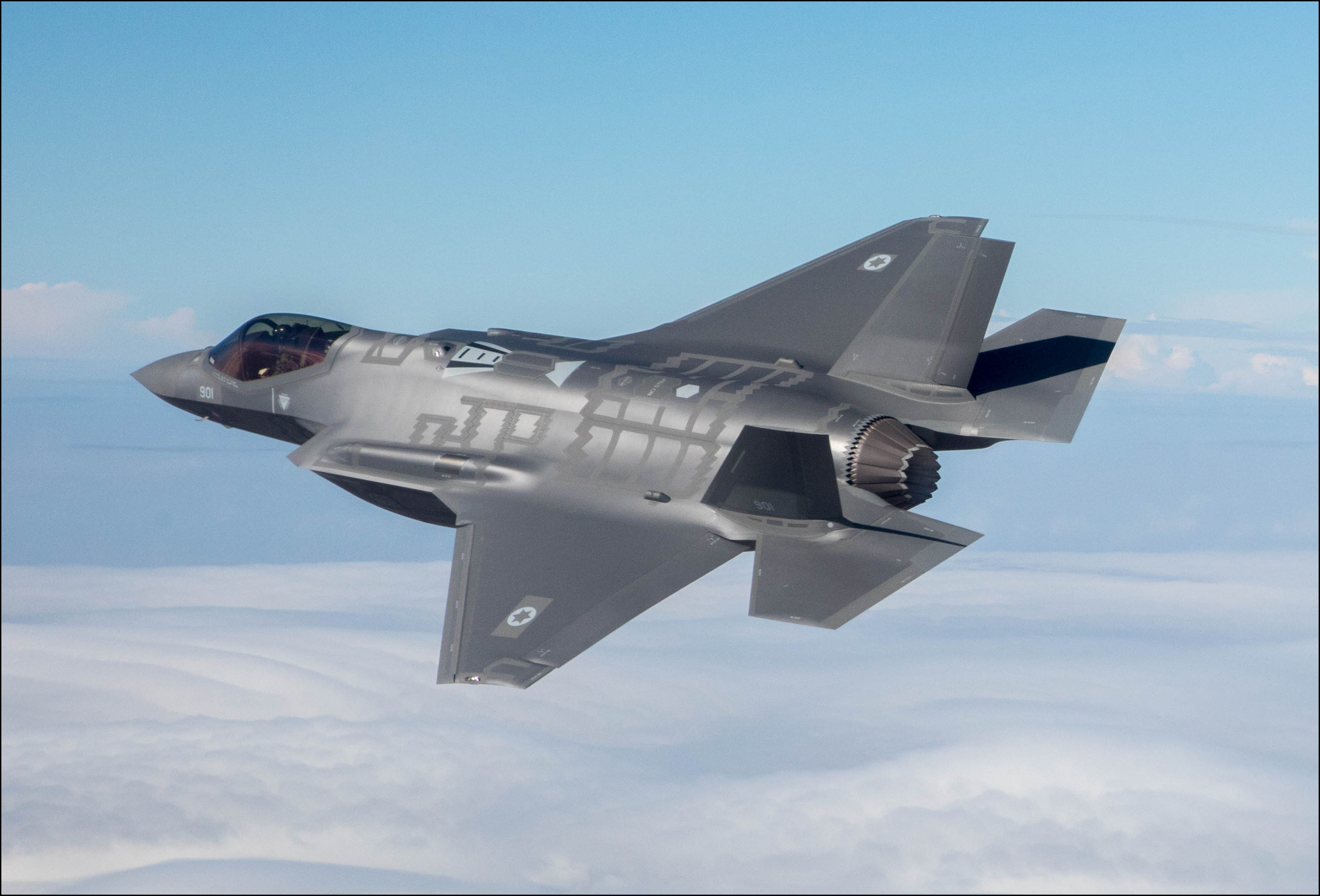
یک جنگنده پنهانکار چندمنظوره اف-۳۵ لایتنینگ ۲ متعلق به نیروی هوایی اسرائیل

هواگردهای رزمی یا هواگردهای جنگی به‌طور کلی شامل جنگنده، بمب‌افکن، تهاجمی، جنگ الکترونیک، دریایی، چندمنظوره و پهپاد می‌شوند. برخی هم کاربرد دو یا چندگانه دارند، از جمله جنگنده-بمب‌افکن‌ها، مانند هواگردهای تهاجم به سطح میگ-۲۳ و ایلیوشین ایل-۲ شوروی. همچنین هواگردهای گشت دریایی دوربرد، مانند هاوکر سیدلی نمرود و اس-۳ وایکینگ که اغلب برای حمله به موشک‌های ضدکشتی و سلاح‌های ضد زیردریایی مجهز هستند، از هواگردهای رزمی شمرده می‌شوند.

### جنگنده
نقش اصلی جنگنده‌ها نابود کردن هواگردهای دشمن در نبرد هوابه‌هوا، به‌عنوان بخشی از عملیات هوایی تهاجمی و دفاعی است. بسیاری از جنگنده‌ها همچنین دارای درجه‌ای از قابلیت هوابه‌زمین هستند که به آنها اجازه می‌دهد تا مأموریت‌های حمله‌به‌زمین و پشتیبانی هوایی نزدیک را انجام دهند. آنها علاوه بر وظایف ضدهوایی خود، مأموریت اسکورت بمب‌افکن‌ها یا سایر هواپیماها انجام می‌دهند. جنگنده‌ها می‌توانند انواع سلاح‌ها را از جمله مسلسل، توپ، راکت، موشک‌های هدایت‌شونده و بمب حمل کنند. بسیاری از جنگنده‌های امروزی، مانند اف-۳۵، اف-۱۵، اف-۲۲ و سوخو-۲۷ می‌توانند از فاصله دور به جنگنده‌های دشمن حمله کنند، قبل از اینکه دشمن آنها را ببیند یا رهگیری دهد.

### بمب‌افکن
بمب‌افکن‌ها معمولاً کمتر مانورپذیر، بزرگ‌تر، سنگین‌تر از هواگردهای جنگنده هستند. آنها قادر به حمل محموله‌های بزرگ بمب، اژدر یا موشک کروز هستند. بمب‌افکن‌ها تقریباً به‌طور انحصاری برای حمله‌به‌زمین استفاده می‌شوند و آن قدر سریع و چابک نیستند تا با جنگنده‌های دشمن رو در رو شوند. برخی یک موتور دارند و برای کار به یک خلبان نیاز دارند، در حالی که برخی دیگر دو یا چند موتور دارند و به دو یا چند نفر خدمه نیاز دارند. تعداد محدودی از بمب‌افکن‌ها مانند بی-۲ اسپیریت دارای ویژگی‌های پنهانکاری هستند که آنها را از شناسایی توسط رادار دشمن مصون می‌دارد. نمونه‌ای از بمب‌افکن‌های متعارف امروزی بی-۵۲ استراتوفورترس است و نمونه‌ای از بمب‌افکن‌های جنگ جهانی دوم، بی-۱۷ فلایینگ فورترس است. بمب‌افکن شامل بمب‌افکن‌های سبک، بمب‌افکن‌های متوسط، بمب‌افکن‌های سنگین، بمب‌افکن‌های شیرجه‌ای و اژدرافکن‌ها است.

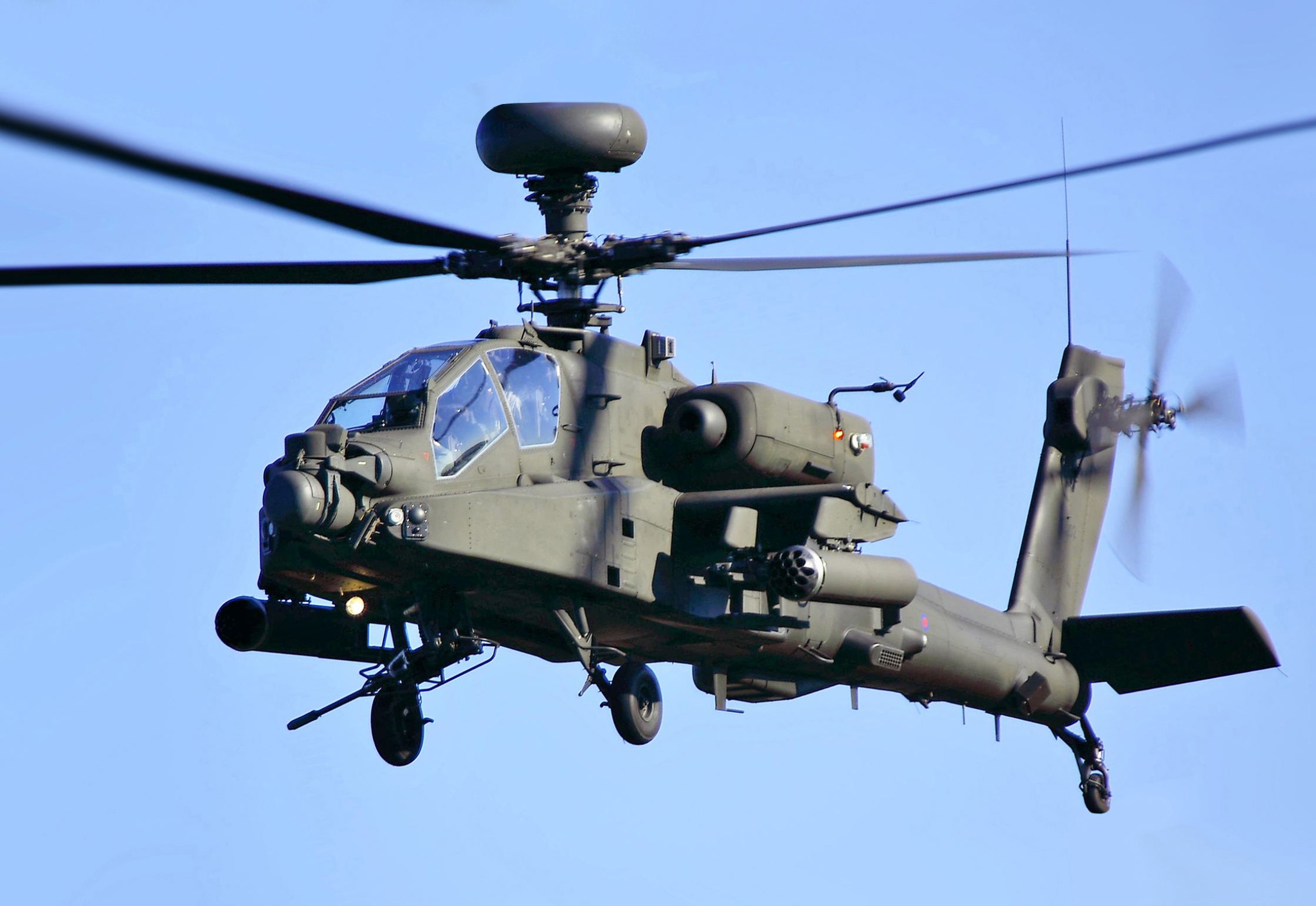
بالگرد تهاجمی آگوستاوستلند آپاچی متعلق به سپاه هوایی ارتش بریتانیا

### تهاجمی
از هواگردهای تهاجمی می‌توان برای پشتیبانی از نیروهای زمینی خودی استفاده کرد. برخی قادر به حمل جنگ‌افزارهای متعارف یا هسته‌ای در پشت خطوط دشمن برای حمله به اهداف زمینی اولویت‌دار هستند. بالگردهای تهاجمی به تجهیزات زرهی دشمن حمله می‌کنند و پشتیبانی هوایی نزدیک برای نیروهای زمینی فراهم می‌کنند. نمونه‌ای از هواگردهای حمله‌به‌زمین تاریخی، ایلیوشین ایل-۲ شوروی است. برخی انواع هواپیمای ترابری به سلاح‌های جناحین مسلح شده‌اند تا که به‌عنوان گانشیپ در حمله‌به‌زمین عمل کنند. از جمله این گانشیپ‌ها، ای‌سی-۴۷ و ای‌سی-۱۳۰ هستند.

### جنگ الکترونیک
هواگرد جنگ الکترونیک یک هواگرد نظامی است که برای عملیات جنگ الکترونیک مجهز شده‌است؛ یعنی باید سامانه‌های راداری و رادیویی دشمن را کم‌اثر کند. این، معمولاً نسخه‌ای تغییریافته از سایر هواگردهای موجود است. یک نمونه امروزی آن ئی‌ای-۱۸جی گرولر است که نسخهٔ تغییریافتهٔ اف/ای-۱۸اف سوپر هورنت است.

### گشت دریایی
هواگرد گشت دریایی یک هواپیمای نظامی بال‌ثابت است که برای عملیات طولانی مدت بر روی آب در نقش‌های گشت دریایی – به ویژه ضدزیردریایی، ضدکشتی، و جستجو و نجات طراحی شده‌است. یک نمونه که اختصاصاً برای این نقش طراحی شده‌است، کاوازاکی پی-۱ است. بسیاری دیگر، طرح‌های تغییریافته هواپیماهای موجود هستند، مانند بوئینگ پی-۸ پوسایدون، که براساس هواپیمای بوئینگ ۷۳۷–۸۰۰ ساخته شده‌است. در حالی که اصطلاح هواگرد گشت دریایی به‌طور کلی به هواپیماهای بال‌ثابت اشاره می‌کند، انواع دیگر هواگرد مانند کشتی‌های هوایی بادکنکی و بالگردها نیز در نقش‌های مشابه استفاده شده‌اند.

### چندمنظوره

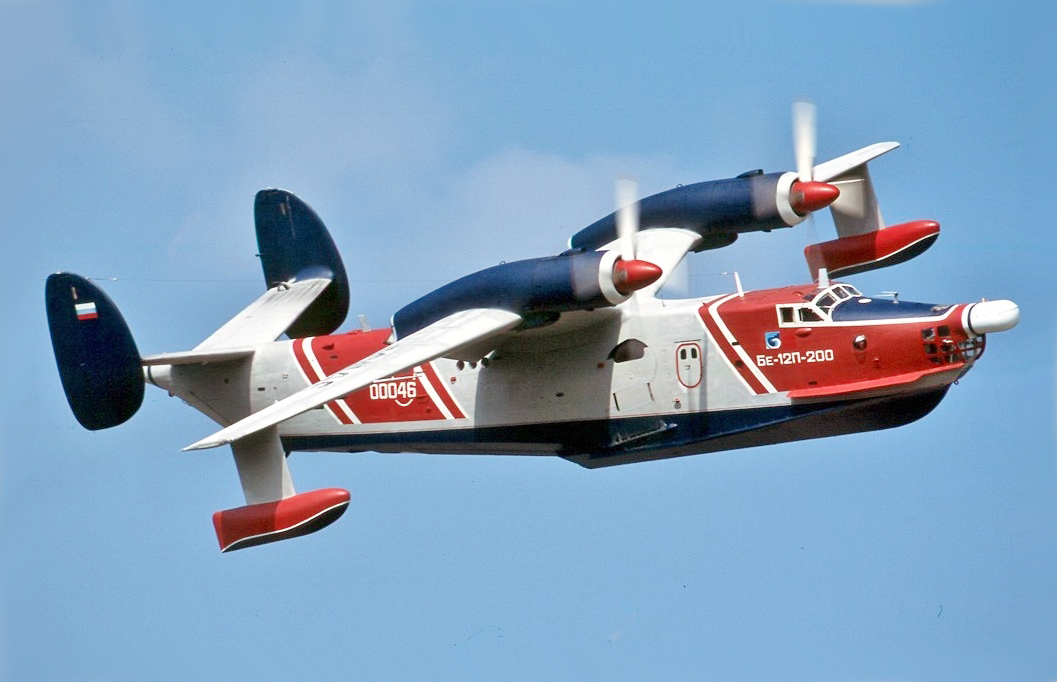
یک برییف بی‌ئی-۱۲ «هوادریای روسیه» که برای گشت دریایی و جنگ ضدزیردریایی استفاده می‌شود.

بسیاری از هواپیماهای رزمی امروزی دارای توانایی‌های چندگانه هستند. معمولاً اصطلاح چندمنظوره فقط دربارهٔ هواگردهای بال‌ثابت به کار می‌رود؛ این اصطلاح نشان می‌دهد که هواگرد مورد نظر می‌تواند جنگنده یا بمب‌افکن باشد، بسته به اینکه مأموریت چیست. نمونه‌هایی از هواگردهای چندمنظوره مدرن اف-۱۵ئی استرایک ایگل، یوروفایتر تایفون و پاناویا تورنادو هستند و نمونه آن درجنگ جهانی دوم پی-۳۸ لایتنینگ بود. یک بالگرد چندمنظوره هم می‌تواند به عنوان یک هواگرد چندمنظوره محسوب شود و می‌تواند نقش‌هایی مانند حمله به‌زمین، یورش هوایی، تدارکات نظامی، تخلیه مصدوم، تخلیه پزشکی، فرماندهی و کنترل و ترابری نیرو را انجام دهد.

### پهپاد
پهپادهای رزمی امروزی از بمب‌ها و موشک‌های هوابه‌زمین استفاده می‌کنند. آنها برای قتل‌های هدفمند و ممانعت هوایی، در کنار انواع دیگر جنگ پهپادی استفاده می‌شوند.

## هواگرد غیررزمی
هواگردهای غیر-رزمی نظامی در این نقش‌ها عمل می‌کنند؛ جستجو و نجات، شناسایی، رصد و نظارت، کنترل و هشدار زودهنگام، ترابری، آموزشی و سوخت‌گیری هوایی.